# Eduard August von Regel
Eduard August von Regel (Gotha, 13 agosto 1815 – San Pietroburgo, 15 aprile 1892) è stato un botanico tedesco.

## Alcune opere
- Allgemeines Gartenbuch 2 Vols., Zurich 1855, 1868
- Monographia Betulacearum (in: Nouveaux Mémoires de la Société Impériale des Naturalistes de Moscou 13: 59-187, 1861)
- Tentamen florae ussuriensis, 1861
- Alliorum adhuc cognitorum monographia, 1875
- Tentamen rosarum monographiae, 1877